# Sociedad de Historia de la Ciencia
La Sociedad de Historia de la Ciencia (History of Science Society), de Estados Unidos, es la sociedad más grande del mundo dedicada a la comprensión de la ciencia, la tecnología, la medicina y sus interacciones con la sociedad en su contexto histórico. 
Más de 3.000 miembros individuales e institucionales de todo el mundo apoyan la misión de la Sociedad para fomentar el interés por la historia de la ciencia y sus relaciones sociales y culturales.
La publicación principal de la Sociedad es Isis, la revista de mayor circulación sobre historia de la ciencia. Otra publicación, Osiris, produce volúmenes temáticos anuales dedicados a un solo tema de interés para la historia de la comunidad científica. 
La Sociedad celebra una reunión anual, en la que varios cientos de estudiosos presentan y discuten la investigación de vanguardia sobre las relaciones culturales y el desarrollo histórico de las prácticas científicas, teorías y tecnologías.
La Sociedad se constituyó en 1924 para asegurar el futuro de Isis, la revista internacional que George Sarton (1884-1956) fundó en Bélgica en 1912.
Desde 2010 la sede de la Sociedad está en la Universidad de Notre Dame.
Entre los premios y honores que otorga la Sociedad se cuentan el premio Pfizer y la medalla Sarton.

## Presidentes de la Sociedad
- 2014- Angela N. H. Creager
- 2012-2013 Lynn K. Nyhart
- 2010-2011 Paul Lawrence Farber
- 2008-2009 Jane Maienschein
- 2006-2007 Joan Cadden
- 2004-2005 Michael Sokal
- 2002-2003 John Servos
- 2000-2001 Ronald Numbers
- 1998-1999 Albert Van Helden
- 1996-1997 Frederick Gregory
- 1994-1995 David C. Lindberg
- 1992-1993 Sally Gregory Kohlstedt
- 1990-1991 Stephen G. Bush
- 1988-1989 Mary Jo Nye
- 1987 William Coleman
- 1985-1986 Edward Grant
- 1983-1984 Gerald Holton
- 1981-1982 Frederic L. Holmes
- 1979-1980 Robert P. Multhauf
- 1977-1978 Richard S. Westfall
- 1975-1976 John C. Greene
- 1973-1974 Erwin N. Hiebert
- 1971-1972 Lynn Townsend White Jr.
- 1969-1970 Thomas Kuhn
- 1967-1968 C. D. O’Malley
- 1965-1966 Charles Coulston Gillispie
- 1963-1964 Marshall Clagett
- 1961-1962 I. Bernard Cohen
- 1957-1960 Henry Guerlac
- 1953-1956 Dorothy Stimson
- 1951-1952 Harcourt Brown
- 1947-1950 John Farquhar Fulton
- 1945-1946 Vilhjalmur Stefansson
- 1944 Isaiah Bowman
- 1943-1944 Louis Charles Karpinski
- 1940-1942 Richard H. Shryock
- 1939 Henry E. Sigerist
- 1937-1938 Chauncey D. Leake
- 1935-1936 Charles Albert Brown, Jr.
- 1934 Harvey Williams Cushing
- 1933 J. Playfair McMurrich
- 1932 Berthold Laufer
- 1931 William H. Welch
- 1930 Henry Crew
- 1929 Lynn Thorndike
- 1928 Edgar Fahs Smith
- 1927 David Eugene Smith
- 1926 James Henry Breasted
- 1924-1925 Lawrence Joseph Henderson

## Profesores Distinguidos
La serie de Conferencias Distinguidas de la Sociedad de Historia de la Ciencia se inició en 1981 en la reunión anual en Los Ángeles, California. En la planificación de la reunión, y en respuesta a la proliferación de las sesiones paralelas, los copresidentes David C. Lindberg y Ronald L. Numbers decidieron crear una sesión plenaria con un historiador de la ciencia en el apogeo de su carrera. En los últimos 20 años, esta "Conferencia de la Sociedad" se ha convertido en un punto culminante de la reunión anual superando, con mucho, en asistencia a la de cualquier sesión.
Los profesores y los títulos de sus conferencias son los siguientes:
- 1981 Charles C. Gillispie, Image and Reality: The Montgolfiers and the Invention of Aviation
- 1982 Charles E. Rosenberg, Science in American Society: a Generation of Historical Debate
- 1983 Richard S. Westfall
- 1984 I. Bernard Cohen, Idea, Object, and Image in the Development of Scientific Thought
- 1985 Frederic L. Holmes, Scientific Writing and Scientific Discovery
- 1986 John L. Heilbron, Applied History of Science
- 1987 David C. Lindberg, What Shall We Do with the Middle Ages?
- 1988 Sally Gregory Kohlstedt, Parlors and Primers: Education in Science in the Nineteenth Century
- 1989 Jacques Roger, Man in Eighteenth-Century Natural History
- 1990 Owen Hannaway, The Middle Ground: Finding a Place between Science and History
- 1991 Loren Graham, The Case of Gorbachev and the Ghost of the Executed Engineer
- 1992 Daniel J. Kevles, The Enemies Without and Within: Cancer and the History of the Laboratory Sciences
- 1993 Betty Jo Teeter Dobbs, Newton as Final Cause and First Mover
- 1994 David Hollinger, Science as a Weapon in Kulturkämpfen in the United States During and After World War II
- 1995 A. I. Sabra, Situating Arabic Science: Locality versus Essence
- 1976 Allen G. Debus, The Chemists, the Physicians, and the Scientific Revolution
- 1997 Thomas L. Hankins, Blood, Dirt, and Nomograms: A Particular History of Graphs
- 1998 Martin Rudwick, The First Historical Science of Nature
- 1999 Charles C. Gillispie, The Past as Prologue
- 2000 Mary Jo Nye, The Cultural and Political Sources of Science as Social Practice
- 2001 John Hedley Brooke, Science, Religion, and the Unification of Nature
- 2002 Lorraine Daston, Reading Books, Nature, and the Book of Nature in Early Modern Europe
- 2003 Joan Cadden, Find What Wind Serves to Advance an Honest Mind: Phenomena and Fashions in the History of Medieval Science
- 2004 Peter Dear, What is the History of Science the History of? Identifying the Subject-Matter of a Discipline
- 2005 Janet Browne, Making Darwin: Biography and Character
- 2006 Richard W. Burkhardt, Jr., The Leopard in the Garden: Life in Close Quarters at the Museum d’Histoire Naturelle
- 2007 Theodore M. Porter, How Science Became Technical
- 2008 Steven Shapin, Lowering the Tone in the History of Science: A Noble Calling
- 2009 M. Norton Wise, On Science as Historical Narrative
- 2010 Nancy Siraisi, What Was Medicine 1450-1620 and What Did It Have to Do with Science?
- 2011 Silvan Schweber, Biography as Contextual History: Hans Bethe
- 2012 Hans-Jörg Rheinberger, Cultures of Experimentation
- 2013 James Secord, Life on the Moon, Newspapers on Earth
- 2014 Keith Wailoo, Science and the Political History of Pain